# Elecciones locales de Medellín de 2019
Las Elecciones locales de Medellín de 2019, se llevaron a cabo el 27 de octubre de 2019 en la ciudad de Medellín, de acuerdo a la Resolución 13331 del 25 de junio de 2014, expedida por la Registraduría Nacional del Estado Civil, entidad encargada del proceso electoral colombiano. En dichas elecciones, los habitantes medellinenses eligieron los siguientes cargos para un periodo de cuatro años contados a partir del 1 de enero de 2020:
- Alcalde de Medellín.
- Gobernador de Antioquia.
- Concejales de Medellín.
- Diputados de la Asamblea Departamental de Antioquia.
- Ediles de las Juntas Administrativas Locales.

## Legislación
Según la Constitución de Colombia, pueden ejercer su derecho a sufragio los ciudadanos mayores 18 años de edad que no hagan parte de la Fuerza Pública, no estén en un proceso de interdicción, y que no hayan sido condenados. Las personas que se encuentran en centros de reclusión, tales como cárceles o reformatorios, podrán votar en los establecimientos que determine la Registraduría Nacional. La inscripción en el registro civil no es automática, el ciudadano debe dirigirse a la sede regional de la Registraduría para inscribir su identificación personal en un puesto de votación.
La Ley 136 de 1994 establece que para ser elegido alcalde se requiere ser ciudadano colombiano en ejercicio y haber nacido o ser residente del respectivo municipio o de la correspondiente área metropolitana durante un año anterior a la fecha de inscripción o durante un período mínimo de tres años consecutivos en cualquier época. El alcalde se elige por mayoría simple, sin tener en cuenta la diferencia de votos con relación a quien obtenga el segundo lugar. 
Está prohibido para los funcionarios públicos del Distrito difundir propaganda electoral a favor o en contra de cualquier partido, agrupación o movimiento político, a través de publicaciones, estaciones de televisión y de radio o imprenta pública, según la Constitución y la Ley Estatutaria de Garantías Electorales. También les está expresamente prohibido acosar, presionar, o determinar, en cualquier forma, a subalternos para que respalden alguna causa, campaña o controversia política.
Los organismos encargados de velar administrativamente por el evento son la Registraduría Nacional del Estado Civil y el Consejo Nacional Electoral

### Voto en blanco
En Colombia el voto en blanco se considera una expresión del disenso a través del cual se promueve la protección de la libertad del elector. En la normativa electoral colombiana, el voto en blanco es “una expresión política de disentimiento, abstención o inconformidad, con efectos políticos”. Algunas discusiones del Congreso se señaló que esa mayoría debía ser mayoría simple, sin embargo la Corte Constitucional ha hecho consideraciones que indican que se requeriría de mayoría absoluta, aunque no se ha pronunciado, ni conceptuado sobre este acto legislativo.

## Definición de candidaturas

### CandidaturaPolo Democrático Alternativo
El 6 de diciembre de 2018, el Polo Democrático Alternativo presentó a cinco precandidatos a la Alcaldía de Medellín, los cuales fueron la Concejal de Medellín Luz María Múnera, el excongresista Víctor Correa, el abogado Héctor Hoyos quien ya se había postulados en las pasadas elecciones de 2015 a la Alcaldía de Medellín por el mismo partido, el psicólogo Javier Navarro y el abogado Carlos Ignacio Ospina. Desde ese entonces, se realizaron varios eventos en los cuales los precandidatos presentaron sus propuestas y posible programa de gobierno. El 24 de enero de 2019, la concejal Luz María Múnera retira su candidatura a la Alcaldía, mediante un comunicado público en el cual comenta que desea continuar con su labor como Concejal de Medellín, y buscar ser reelegida en las próximas elecciones de octubre. El 18 de febrero del 2019, la Coordinadora Municipal del Polo Democrático Alternativo en Medellín escoge como candidato único a la Alcaldía de Medellín al exrepresentante a la cámara Víctor Correa Vélez.

### CandidaturaCentro Democrático
El partido Centro Democrático presentó seis precandidatos a la Alcaldía de Medellín el 22 de febrero de 2019, los cuales fueron Luis Fernando Begué, Nicolás Duque, Álvaro López, Jaime Mejía, Ana Cristina Moreno y Alfredo Ramos del centro democrático
. En dicho evento, se comunicó que la elección de candidato único del Centro Democrático se realizará mediante dos encuestas. Para el día 12 de abril de 2019, sólo quedaron tres de los seis precandidatos: Jaime Mejía, Alfredo Ramos y Ana Cristina Moreno.
El 16 de mayo, el Centro Democrático reveló que el exsenador Alfredo Ramos resultó siendo el candidato del Centro Democrático. Los resultados de la encuesta no fueron revelados por un pacto hecho entre los precandidatos.

### CandidaturaColombia Humana
El movimiento Colombia Humana había presentado tres precandidatos a la Alcaldía de Medellín el día 10 de marzo del 2019, los cuales fueron Jairo Herrán Vargas y Luis Fernando Muñóz, luego se les uniría Elda Sorel Restrepo. En una Asamblea Municipal realizada por el movimiento el 26 de mayo de 2019, donde los militantes del movimiento lo escogieron como candidato único para alcanzar la alcaldía de Medellín.

### CandidaturaAlianza Verde
El martes 16 de julio de 2019, el partido Alianza Verde definió entregar el aval a la alcaldía de Medellín a Beatriz Rave, quien competía por él junto con el concejal de Jaime Cuartas. La discusión para escoger el candidato único del partido se estaba dando desde el lunes, pero el martes se realizó una votación en la que Beatriz ganó 13 de los 18 votos del Comité Nacional de Avales de los verdes

## Candidatos a la Alcaldía de Medellín
Los siguientes son los nombres de las personas que quieren llegar a la alcaldía, junto con los partidos que los avalan y apoyan.
|  | Candidatos | Candidatos                                                                                   | Partido o movimiento                                                                                     | Cargos públicos |
|  | ---------- | -------------------------------------------------------------------------------------------- | --- | --- |
|  |            | Daniel Quintero Calle (39 años) Ingeniero Electrónico Lema: Sin partidos, ni jefes políticos | G.S.C Independientes                                                                                     | Gerente de Innpulsa Colombia (2015 - 2016) Viceministro del TIC para la Economía Digital (2016 - 2017) |
|  |            | Alfredo Ramos Maya (41 años) Abogado Lema: Medellín Adelante                                 | Partido MIRA Partido de la U Partido Conservador Partido Centro Democrático Alianza Social Independiente | Senador de la República (2014 - 2018) |
|  |            | Santiago Gómez (45 años) Administrador de Empresas Lema: El de Fico                          | G.S.C Seguimos Contando con Vos                                                                          | Secretario de Gobierno de Medellín (2016 - 2018) |
|  |            | Juan David Valderrama (43 años) Administrador de negocios Lema: Yo voto Valderrama           | G.S.C Todos Juntos                                                                                       | Asesor de gerencia de EPM (2006 - 2007) Secretario Privado de la Alcaldía de Medellín (2007 - 2009) Director de la Agencia de Cooperación e Inversión de Medellín y el Área Metropolitana (ACI) (2010 - 2012) Director del INDER Medellín (2016 - 2018) |
|  |            | Beatriz Rave (48 años) Arquitecta Lema: Vamos con Beatriz Rave                               | Alianza Verde                                                                                            | Gerente de la Empresa de Vivienda de Antioquia (2012 - 2015) |
|  |            | Víctor Correa Vélez (33 años) Médico Lema: ¡Para que Medellín se haga sentir!                | Polo Democrático Alternativo                                                                             | Representante a la Cámara por Antioquia (2014 - 2018) |
|  |            | Juan Carlos Vélez (54 años) Abogado                                                          | G.S.C Medellín Avanza                                                                                    | Concejal de Medellín (1994 - 1997) Director de la Aeronáutica Civil (2001 - 2005) Senador de la República (2010 - 2014) |
|  |            | Jairo Herrán Vargas (64 años) Abogado Lema: #1 en el tarjetón                                | Colombia Humana - UP                                                                                     | Personero de Medellín (2004 - 2007) |
|  |            | Luis Fernando Muñóz (65 años) Médico y Cirujano                                              | Alianza Democrática Afrocolombiana                                                                       | Jefe de Departamento de Medicina Laboral del Instituto Seguro Social seccional Antioquía. |
|  |            | Gemma María Mejía (64 años) Trabajadora Social                                               | Colombia Justa Libres                                                                                    | Consultora de la Secretaría de Educación y Cultura de la Gobernación de Antioquia |
|  |            | Jorge Gutiérrez (48 años) Comerciante                                                        | Colombia Renaciente                                                                                      | Delegado del contralor general ante el Banco de la República |
|  |            | Luis Guillermo Hoyos (53 años) Abogado                                                       | Partido de Reivindicación Étnica                                                                         | |

### Candidaturas retiradas

#### Luis Bernardo Vélez - Movimiento Somos Medellín.
El 16 de mayo de 2019, el exprecandidato a la Alcaldía de Medellín por el movimiento Somos Medellín, por el cual sería avalado al alcanzar las 50.000 firmas de ciudadanos, decidió unirse a la candidatura del ex viceministro de las TIC Daniel Quintero Calle, quien está en recolecta de firmas por el movimiento Independientes. Luis Bernardo Vélez encabezará la lista al Concejo de Medellín del movimiento Independientes

#### Enrique Olano Asuad - Movimiento Actuemos Por Medellín
El exsecretario, Enrique Olano, informó el día 22 de junio a través de sus redes sociales que se adhería a la campaña del exsenador Juan Carlos Vélez del movimiento Medellín Avanza. “El proceso de las firmas fue apasionante, pero no tuve en cuenta ni ego ni vanidades para hacer esta gran alianza ganadora. Con él tengo grandes afinidades en lo programático, intelectual y político. Toda mi energía y esfuerzo estará en apoyarlo y lograr que sea el alcalde”, dijo Olano

#### Santiago Jaramillo Botero - Movimiento Ciudadano Consenso
El día 27 de julio de 2019, día en que vencía el plazo de inscripción de candidaturas, informó mediante redes sociales que su precandidatura era retirada por la falta de recursos económicos para pagar las más de 50.000 firmas que recolectó tanto para la alcaldía como para su lista al concejo.

#### Jesús Ramírez - Movimiento Alternativo Indígena y Social MAIS
El 6 de septiembre se dio a conocer mediante la cuenta de Twitter del candidato Jesús Ramírez que declinaba su candidatura a la alcaldía de Medellín, enviando una carta a la presidencia del partido MAIS. El candidato confirmó que piensa adherirse a otra candidatura.

#### César Hernández - Movimiento Medellín Evoluciona.
El día 10 de septiembre de 2019, la registarduría le notificó al entonces candidato que no había alcanzado a recolectar la cantidad de firmas necesarias para recibir el aval a la alcaldía de Medellín, terminó uniéndoce a la campaña de Santiago Gómez

#### Jesús Aníbal Echeverri - Partido de la U
En la noche del viernes 20 de septiembre de 2019, Jesús Echeverri anunció que realizaría una rueda de prensa el día 21 de septiembre, la registraduría le confirmó a varios medios que el candidato había declinado su aspiración a la alcaldía. Asimismo, informó que su uniría a la candidatura de Alfredo Ramos.

### Resultados
|                           | Candidato a la Alcaldía       | Partido o movimiento      | Partido o movimiento               | Votos (según escrutinio) | %      |
| ------------------------- | ----------------------------- | ------------------------- | ---------------------------------- | ------------------------ | ------ |
|                           | Daniel Quintero Calle         |                           | G.S.C Independientes               | 303.420                  | 38,56% |
|                           | Alfredo Ramos Maya            |                           | Centro Democrático                 | 235.105                  | 29,88% |
|                           | Santiago Gómez Barrera        |                           | G.S.C Seguimos Contando con Vos    | 95.163                   | 12,09% |
|                           | Juan David Valderrama López   |                           | G.S.C Todos Juntos                 | 22.738                   | 2,89%  |
|                           | Beatriz Elena Rave            |                           | Alianza Verde                      | 14.254                   | 1,81%  |
|                           | Víctor Javier Correa Vélez    |                           | Polo Democrático Alternativo       | 10.119                   | 1,28%  |
|                           | Gemma María Mejía Izquierdo   |                           | Colombia Justa Libres              | 9.441                    | 1,19%  |
|                           | Juan Carlos Vélez Uribe       |                           | G.S.C Medellín Avanza              | 6.977                    | 0,88%  |
|                           | Jairo Herrán Vargas           |                           | Colombia Humana - UP               | 3.388                    | 0,43%  |
|                           | Luis Guillermo Hoyos Meneses  |                           | Partido de Reivindicación Étnica   | 2.303                    | 0,29%  |
|                           | Jorge Orlando Gutiérrez Serna |                           | Colombia Renaciente                | 1.292                    | 0,16%  |
|                           | Luis Fernando Muñóz Ramírez   |                           | Alianza Democrática Afrocolombiana | 999                      | 0,12%  |
| Votos en blanco           | Votos en blanco               | Votos en blanco           | Votos en blanco                    | 81.603                   | 10,37% |
| Votos nulos               | Votos nulos                   | Votos nulos               | Votos nulos                        | 20.704                   | 2,48%  |
| Tarjetas no marcadas      | Tarjetas no marcadas          | Tarjetas no marcadas      | Tarjetas no marcadas               | 25.704                   | 3,08%  |
| Total de votos escrutados | Total de votos escrutados     | Total de votos escrutados | Total de votos escrutados          | 833.210                  | 50,10% |

### Resultados por comuna
| Comuna o Corregimiento | Quintero | Ramos  | Gómez  |
| ---------------------- | -------- | ------ | ------ |
| Comuna o Corregimiento |          |        |        |
| Popular                | 12.898   | 6.493  | 3.618  |
| Santa Cruz             | 10.959   | 5.161  | 3.431  |
| Manrique               | 15.953   | 8.293  | 5.510  |
| Aranjuez               | 22.035   | 10.717 | 5.388  |
| Castilla               | 21.648   | 10.180 | 5.532  |
| Doce de Octubre        | 20.997   | 10.020 | 6.284  |
| Robledo                | 22.376   | 10.954 | 6.353  |
| Villa Hermosa          | 13.156   | 8.305  | 4.114  |
| Buenos Aires           | 19.876   | 13.012 | 5.605  |
| La Candelaria          | 18.729   | 17.882 | 5.536  |
| Laureles               | 16.004   | 21.804 | 5.295  |
| La América             | 19.121   | 18.781 | 6.625  |
| San Javier             | 15.029   | 9.576  | 4.456  |
| El Poblado             | 8.359    | 26.531 | 4.761  |
| Guayabal               | 8.995    | 7.984  | 3.501  |
| Belén                  | 31.433   | 33.179 | 11.317 |
| Altavista              | 882      | 705    | 481    |
| San Antonio            | 8.896    | 4.164  | 2.197  |
| Palmitas               |          |        |        |
| San Cristóbal          |          |        |        |
| Santa Elena            |          |        |        |

## Encuestas Alcaldía de Medellín
Las siguientes son las encuestas realizadas hasta el día de las elecciones.
| Fecha               | Encuestador         | Candidato     | Candidato              | Candidato      | Candidato      | Candidato       | Candidato          | Candidato   | Candidato           | Candidato           | Candidato       | Candidato     | Candidato     | Candidato    | Candidato             | Candidato         | Candidato             | Candidato         | Candidato           | Candidato              | Candidato           | Candidato      | Candidato | Candidato        | Candidato       | Estadísticas | Estadísticas | Estadísticas         |
| Aura Marleny Arcila | Víctor Correa Vélez | Jaime Cuartas | Jesús Aníbal Echeverri | Aníbal Gaviria | Santiago Gómez | César Hernández | Santiago Jaramillo | Jaime Mejía | Ana Cristina Moreno | Enrique Olano Asuad | Daniel Quintero | Alfredo Ramos | Jesús Ramírez | Beatriz Rave | Fabio Humberto Rivera | Luis Miguel Úsuga | Juan David Valderrama | Juan Carlos Vélez | Luis Bernardo Vélez | Carlos Alberto Zuluaga | Jairo Herran Vargas | Voto en blanco | Ninguno   | Indeciso (Ns/Nr) | Margen de error | Fuente       |              |                      |
| ------------------- | ------------------- | ------------- | ---------------------- | -------------- | -------------- | --------------- | ------------------ | ----------- | ------------------- | ------------------- | --------------- | ------------- | ------------- | ------------ | --------------------- | ----------------- | --------------------- | ----------------- | ------------------- | ---------------------- | ------------------- | -------------- | --------- | ---------------- | --------------- | ------------ | ------------ | -------------------- |
| 10/12/2018          | CNC                 | -             | -                      | -              | -              | -               | 4%                 | -           | -                   | -                   | -               | -             | 13%           | 25%          | -                     | -                 | -                     | -                 | -                   | 10%                    | -                   | -              | -         | -                | -               | -            | -            | La W                 |
| 23/01/2019          | CNC                 | 0%            | 0%                     | 0%             | 3%             | 16%             | 0%                 | 0%          | 0%                  | 0%                  | 0%              | 0%            | 2%            | 10%          | 0%                    | 0%                | 3%                    | 0%                | 0%                  | 0%                     | 0%                  | 2%             | -         | -                | -               | -            | 4%           | CM&                  |
| 16/04/2019          | CNC                 | 1%            | 1%                     | 2%             | 4%             | 15%             | 1%                 | 0%          | 1%                  | 1%                  | 2%              | 1%            | 5%            | 9%           | 0%                    | 1%                | 2%                    | 0%                | 0%                  | 2%                     | 1%                  | 2%             | -         | -                | -               | -            | -            | CM&                  |
| 05/05/2019          | Invamer             | -             | 4,2%                   | 5,5%           | 9,2%           | -               | 2,6%               | 0,8%        | 0,9%                | 10,8%               | 15,7%           | 0%            | 8,2%          | 20,9%        | 0%                    | 3,8%              | -                     | -                 | 4,6%                | 4,4%                   | 3,4%                | -              | 1,7%      | 3,4%             | -               | -            | -            | Caracol, Blu, Semana |
| 22/05/2019          | Guaramo             | -             | 0,8%                   | 0%             | 5,9%           | -               | -                  | 1,7%        | 0,2%                | 6,6%                | 1,9%            | 1,2%          | 2%            | 16,8%        | 0%                    | 2%                | -                     | -                 | 3,6%                | 0,3%                   | -                   | -              | 0%        | 10,7%            | -               | 43,2%        | -            | Guaramo              |
| 04/06/2019          | WAA                 | -             | 0,4%                   | 1,5%           | 1,1%           | -               | 4,4%               | 1,7%        | -                   | -                   | -               | -             | 10,4%         | 17%          | -                     | 1,6%              | -                     | -                 | 2,4%                | 5,2%                   | -                   | -              | 3,3%      | -                | 17,5%           | 30,6%        | 2,6%         | El Espectador        |
| 12/06/2019          | CNC                 | 4%            | -                      | -              | 8%             | -               | -                  | -           | -                   | -                   | -               | -             | 4%            | 14%          | -                     | -                 | -                     | -                 | -                   | -                      | -                   | 4%             | -         | -                | 26%             | 22%          | 4,4%         | CM&                  |
| 23/07/2019          | CNC                 | -             | -                      | -              | -              | -               | 7%                 | 1%          | -                   | -                   | -               | -             | 6%            | 29%          | -                     | 4%                | -                     | -                 | 3%                  | 9%                     | -                   | -              | -         | 8%               | 14%             | 20%          |              | Valora Analitik      |

Encuestas hechas después del cierre de inscripciones y oficialización de candidaturas.
| Fecha           | Encuestador     | Candidato       | Candidato            | Candidato       | Candidato     | Candidato             | Candidato         | Candidato     | Candidato    | Candidato     | Candidato    | Candidato           | Candidato   | Candidato       | Candidato      | Candidato | Candidato        | Candidato       | Candidato | Estadísticas | Estadísticas |
| Jesús Echeverri | Santiago Gómez  | César Hernández | Luis Guillermo Hoyos | Daniel Quintero | Alfredo Ramos | Juan David Valderrama | Juan Carlos Vélez | Víctor Correa | Beatriz Rave | Jesús Ramírez | Jairo Herrán | Luis Fernando Muñóz | Gemma Mejía | Jorge Gutiérrez | Voto en blanco | Ninguno   | Indeciso (Ns/Nr) | Margen de error | Fuente    |              |              |
| --------------- | --------------- | --------------- | -------------------- | --------------- | ------------- | --------------------- | ----------------- | ------------- | ------------ | ------------- | ------------ | ------------------- | ----------- | --------------- | -------------- | --------- | ---------------- | --------------- | --------- | ------------ | ------------ |
| 06/08/2019      | Datexco         | 8,1%            | 2,7%                 | 1,6%            | 1,9%          | 7,7%                  | 21,6%             | 1,3%          | 1,9%         | 0,5%          | 0,8%         | 0,7%                | 0,5%        | 0,4%            | 0,2%           | 0,2%      | -                | -               | -         | 2,14%        | La W         |
| 08/08/2019      | Guarumo         | 6%              | 3,4%                 | -               | -             | 4,8%                  | 40,1%             | 3%            | 2,4%         | -             | -            | -                   | -           | -               | -              | -         | 11,7             | -               | 23,9      | 2,5%         | El Tiempo    |
| 15/08/2019      | CNC             | 12%             | 7%                   | -               | -             | 9%                    | 25%               | -             | -            | -             | -            | -                   | -           | -               | -              | -         | 8%               | 5%              | 10%       | 4,4%         | CM&          |
| 22/08/2019      | Los Mosqueteros | 11,6%           | 2,9%                 | 1%              | 1,3%          | 6,6%                  | 14,1%             | 2,9%          | 4,2%         | 1,3%          | 4,8%         | 0,5%                | 2,1%        | 0,6%            | 1%             | 0,4%      | 12,4%            | -               | 32,3%     | 2,9%         | La W         |
| 06/09/2019      | Invamer         | 12,7%           | 7,1%                 | 0,5%            | 0%            | 21,4%                 | 29,9%             | 5,6%          | 3,6%         | 3,9%          | 6,2%         | 0%                  | 2,6%        | 0,5%            | 1,3%           | 0%        | 4,7%             | -               | -         | 6,6%         | Blu Radio    |
| 23/09/2019      | Yanhaas         | 7%              | 7%                   | -               | 0,3%          | 14%                   | 19%               | 2%            | 4%           | 3%            | 3%           | -                   | 0,7%        | 0%              | 0,8%           | 0,2%      | 21%              | -               | 18%       | 4%           | La República |
| 24/09/2019      | Los Mosqueteros | 8,1%            | 11,8%                | 1%              | 1,5%          | 26,3%                 | 29,4%             | 4,2%          | 1,6%         | 3,1%          | 3,6%         | 0,8%                | 0,3%        | 0,3%            | 0,5%           | 0,2%      | 2,8%             | -               | 7,5%      | 2,9%         | La W         |
| 28/09/2019      | Guaramo         | 12,8%           | 9,8%                 | 1,4%            | 1%            | 18,3%                 | 25,5%             | 1,4%          | 6,5%         | 1%            | 0,8%         | 0,3%                | 2,6%        | 0,8%            | 1,7%           | 1,8%      | 8,7%             | -               | 5,6%      | 4,7%         | El Tiempo    |
| 11/10/2019      | Invamer         | -               | 15,1%                | -               | 0,9%          | 25%                   | 36,2%             | 4,5%          | 4,2%         | 3,3%          | 6,9%         | -                   | 0,6%        | 0%              | 0%             | 0%        | 3,5%             | -               | -         | -            | Blu Radio    |
| 23/10/2019      | Yanhaas         | -               | 12,9%                | -               | 0,3%          | 21,6%                 | 25%               | 2,8%          | 1,7%         | 2,7%          | 2,2%         | -                   | 0,8%        | 0%              | 0,7%           | 0,8%      | 15,5%            | -               | 13,2%     | -            | RCN          |
| 24/10/2019      | CNC             | -               | 13%                  | -               | -             | 30%                   | 32%               | 4%            | -            | 3%            | -            | -                   | -           | -               | -              | -         | 10%              | -               | -         | -            | CM&          |
| 25/10/2019      | Invamer         | -               | 15,9%                | -               | 0,8%          | 26,1%                 | 35,6%             | 4,5%          | 2,4%         | 1,3%          | 4,2%         | -                   | 0,4%        | 0,4%            | 1,6%           | 0,2%      | 6,5%             | -               | -         | -            | Caracol      |

## Concejo de Medellín
Para asignar las curules del Concejo de Medellín se utiliza el método de la cifra repartidora. La votación para la conformación de este órgano arrojó los siguientes resultados:
|  | 22.69 % |

|  | 9.39 % |

|  | 8.99 % |

|  | 8.39 % |

|  | 6.26 % |

|  | 6.07 % |

|  | 3.79 % |

|  | 3.83 % |

|  | 3.77 % |

|  | 2.75 % |

|  | 2.14 % |

|  | 1.42 % |

|  | 0.49 % |

|  | 0.33 % |

|  | 0.20 % |

|  | 19.41 % |

|  | 3.39 % |

|  | 5.95 % |

|  | 49.32 % |

     – Partidos que no superaron el umbral (18 587 votos)

### Concejales electos
| Concejal Electo                    | Partido                        | Votos        |
| ---------------------------------- | ------------------------------ | ------------ |
| Nataly Vélez Lopera                | Partido Centro Democrático     | 20.047       |
| Simón Molina Gómez                 | Partido Centro Democrático     | 12.809       |
| Gabriel Enrique Dib Díaz           | Partido Centro Democrático     | 12.096       |
| María Paulina Aguinaga Lezcano     | Partido Centro Democrático     | 11.789       |
| Lina Marcela García Gañan          | Partido Centro Democrático     | 9.425        |
| Sebastián López Valencia           | Partido Centro Democrático     | 8.739        |
| Albert Yordano Corredor Bustamante | Partido Centro Democrático     | 8.555        |
| Alfredo Ramos Maya                 | Partido Centro Democrático     | 2.ª elección |
| Juan Ramón Jiménez Lara            | Partido Conservador Colombiano | 14.402       |
| Jhon Jaime de Jesús Moncada Ospina | Partido Conservador Colombiano | 11.901       |
| Carlos Alberto Zuluaga Díaz        | Partido Conservador Colombiano | 9.206        |
| Fabio Humberto Rivera Rivera       | Partido Liberal Colombiano     | 11.999       |
| Aura Marleny Arcila Giraldo        | Partido Liberal Colombiano     | 11.053       |
| Luis Bernardo Vélez Montoya        | Movimiento Independientes      | 10.990       |
| Alex Xavier Florez Hernández       | Movimiento Independientes      | 7.097        |
| Daniel Duque Velásquez             | Partido Alianza Verde          | 5.512        |
| Jaime Roberto Cuartas              | Partido Alianza Verde          | 4.501        |
| Juan Felipe Betancur Corrales      | Cambio Radical - MIRA          | 7.621        |
| Luis Carlos Hernández Castro       | Partido de la U                | 6.589        |
| Daniel Carvalho Mejía              | Movimiento Todos Juntos        | 5.414        |
| Dora Cecilia Saldarriaga           | Movimiento Estamos Listas      | 28.070       |

### Juntas Administradoras Locales
| Partido o Coalición | Ediles por Comunas | Ediles por Comunas | Ediles por Comunas | Ediles por Comunas | Ediles por Comunas | Ediles por Comunas | Ediles por Comunas | Ediles por Comunas | Ediles por Comunas | Ediles por Comunas | Ediles por Comunas | Ediles por Comunas | Ediles por Comunas | Ediles por Comunas | Ediles por Comunas | Ediles por Comunas | Ediles por Corregimientos | Ediles por Corregimientos | Ediles por Corregimientos | Ediles por Corregimientos | Ediles por Corregimientos | Total |
| Partido o Coalición | 1                  | 2                  | 3                  | 4                  | 5                  | 6                  | 7                  | 8                  | 9                  | 10                 | 11                 | 12                 | 13                 | 14                 | 15                 | 16                 | Altavista                 | San Antonio               | Palmitas                  | San Cristóbal             | Santa Elena               | Total |
| ------------------- | ------------------ | ------------------ | ------------------ | ------------------ | ------------------ | ------------------ | ------------------ | ------------------ | ------------------ | ------------------ | ------------------ | ------------------ | ------------------ | ------------------ | ------------------ | ------------------ | ------------------------- | ------------------------- | ------------------------- | ------------------------- | ------------------------- | ----- |
| Centro Democrático  | 4                  | 2                  | 3                  | 3                  | 2                  | 2                  | 3                  | 3                  | 4                  | 5                  | 5                  | 5                  | 3                  | 6                  | 5                  | 5                  | 2                         | 2                         | 0                         | 3                         | 2                         | 69    |
| Conservador         | 2                  | 1                  | 2                  | 0                  | 2                  | 2                  | 1                  | 1                  | 0                  | 0                  | 1                  | 1                  | 2                  | 0                  | 1                  | 0                  | 2                         | 0                         | 2                         | 2                         | 0                         | 22    |
| Liberal             | 1                  | 2                  | 2                  | 1                  | 1                  | 2                  | 2                  | 2                  | 1                  | 0                  | 0                  | 0                  | 1                  | 0                  | 1                  | 0                  | 0                         | 2                         | 3                         | 1                         | 2                         | 24    |
| Alianza Verde       | 0                  | 1                  | 0                  | 2                  | 2                  | 1                  | 1                  | 1                  | 2                  | 2                  | 1                  | 1                  | 0                  | 1                  | 0                  | 2                  | 2                         | 0                         | 0                         | 1                         | 0                         | 20    |
| Partido de la U     | 0                  | 1                  | 0                  | 1                  | 0                  | 0                  | 0                  | 0                  | 0                  | 0                  | 0                  | 0                  | 1                  | 0                  | 0                  | 0                  | 0                         | 0                         | 0                         | 0                         | 1                         | 4     |
| Cambio Radical      | 0                  | 0                  | 0                  | 0                  | 0                  | 0                  | 0                  | 0                  | 0                  | 0                  | 0                  | 0                  | 0                  | 0                  | 0                  | 0                  | 1                         | 0                         | 2                         | 0                         | 0                         | 3     |
| Amigos x Prado      | 0                  | 0                  | 0                  | 0                  | 0                  | 0                  | 0                  | 0                  | 0                  | 0                  | 0                  | 0                  | 0                  | 0                  | 0                  | 0                  | 0                         | 3                         | 0                         | 0                         | 0                         | 3     |
| Estamos Listas      | 0                  | 0                  | 0                  | 0                  | 0                  | 0                  | 0                  | 0                  | 0                  | 0                  | 0                  | 0                  | 0                  | 0                  | 0                  | 0                  | 0                         | 0                         | 0                         | 0                         | 2                         | 2     |